# 圆突头蛛
圆突头蛛（学名：Phoroncidia pilula）为球蛛科突头蛛属的动物。分布于韩国、日本以及中国的辽宁、甘肃等地。该物种的模式产地在日本。